# Artus Jaladeau
Artus Jaladeau, né le 8 février 2000 à Niort, est un coureur cycliste français.

## Biographie

### Débuts chez les amateurs
Artus Jaladeau commence le cyclisme sur le tard. Il s'engage véritablement dans la compétition en 2021 à l'AS Carcassonne,. Bon grimpeur, il se fait rapidement remarquer en obtenant diverses victoires au niveau régional. Il intègre ensuite l'Occitanie CF, une structure évoluant en Nationale 1. 
En février 2022, il s'impose sur le Grand Prix d'ouverture de Carlus. Il s'agit de son premier succès obtenu sur une épreuve de première catégorie. La même année, il termine sixième du championnat régional d'Occitanie, ou encore huitième des Boucles du Tarn et du Sidobre. Il découvre par ailleurs la haute montagne en participant à la Ronde de l'Isard, où se classe dixième d'une étape. 
Lors de la saison 2023, il se distingue en étant l'un des meilleurs amateurs français. Vainqueur à six reprises, il remporte notamment le classement général du Tour du Pays Roannais, une étape du Tour du Beaujolais ainsi que la 31e édition de l'Étape du Tour (cyclosportive). Il obtient également de nombreuses places d'honneur. Grâce à ses bonnes performances, il décroche un premier contrat professionnel avec l'équipe continentale CIC U Nantes Atlantique.

### Carrière professionnelle

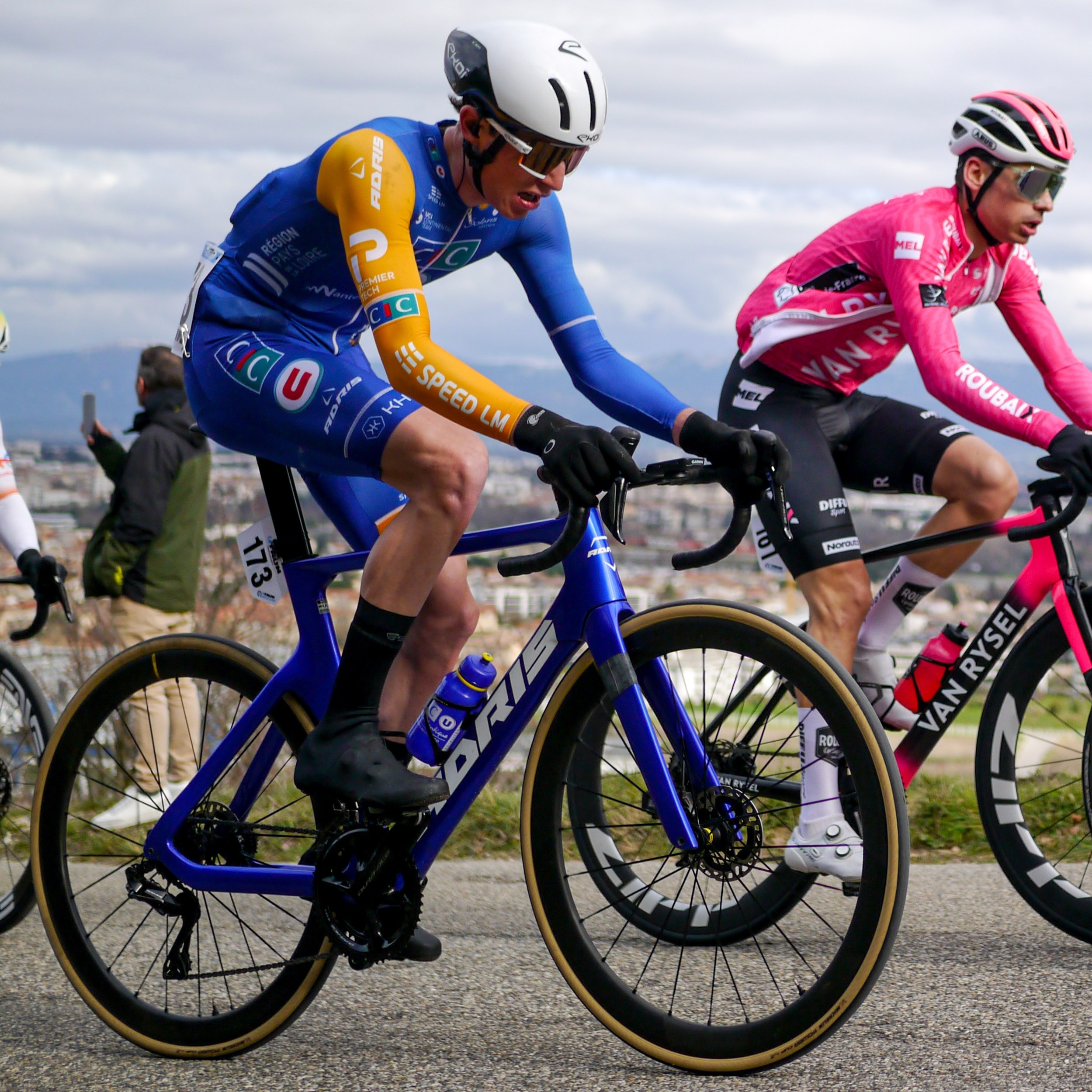
Artus Jaladeau lors de l'Ardèche Classic 2024.

Jaladeau fait ses débuts professionnels en janvier 2024 sur le Grand Prix La Marseillaise. Le 16 février, il obtient son premier résultat notable en finissant dix-huitième de la Classic Var.

## Palmarès
- 2022
  - Grand Prix d'Ouverture de Carlus
- 2023
  - Grand Prix d'Ouverture de Carlus
  - Grand Prix du Mont Pujols
  - Ronde du Queyran
  - 1re étape du Tour du Beaujolais
  - L'Étape du Tour
  - Tour du Pays Roannais
  - 2e du Tour de Basse-Navarre
  - 2e des Boucles du Tarn et du Sidobre
  - 2e du Tour du Piémont Pyrénéen
  - 3e du Grand Prix National de Cintegabelle
  - 3e du championnat d'Occitanie du contre-la-montre
  - 3e du Tour du Beaujolais
- 2025
  - Prix de Saint-Projet[7]
  - Grand Prix du Mont Pujols
  - Souvenir Patrick-Metz :
    - Classement général
    - 1re étape (contre-la-montre)

  - 2e étape du Tour de la Manche (contre-la-montre)
  - 2e du Circuit de l'Essor
  - 2e du Grand Prix Pierre-Pinel
  - 2e du Tour de la Manche
  - 2e du championnat de France du contre-la-montre amateurs
  - 3e du Grand Prix des Fêtes de Cénac-et-Saint-Julien